# Karapet Grigorjan

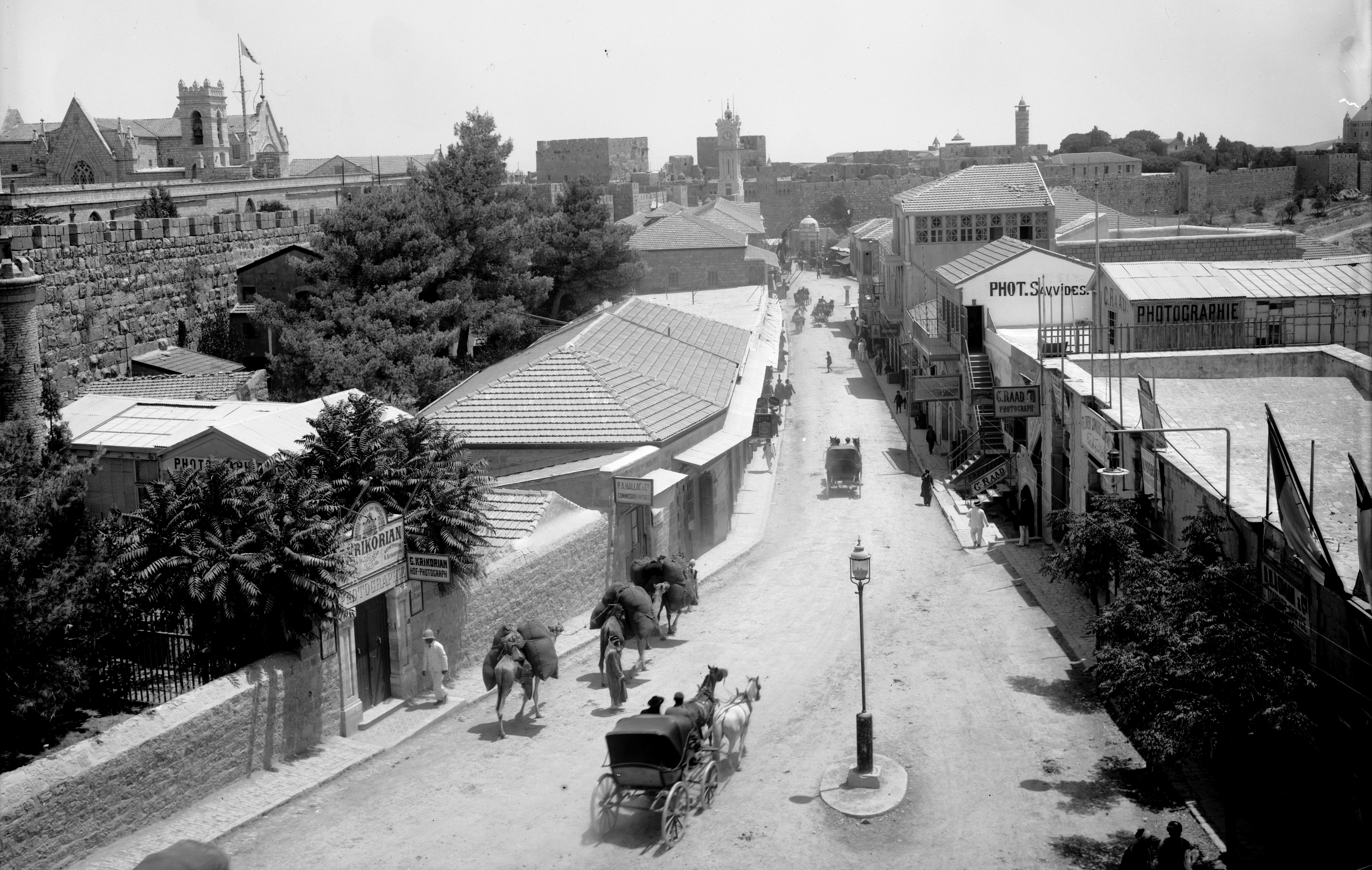
Grigorjanovo fotografické studio na hlavní ulici v historické části města; napravo proti němu má své studio Khalil Raad

Karapet Grigorjan (hebrejsky גאראבד קריקוריאן‎; 1847 Izmirská provincie – 1918 nebo 11. prosince 1920 Jeruzalém) byl arménský fotograf a učitel fotografie. Žil a pracoval v Jeruzalémě ve druhé polovině 19. století a v první polovině 20. století. Byl jedním z prvních profesionálních fotografů v Jeruzalémě.

## Životopis
Grigorjan se narodil v Smyrně (Turecko) v arménské rodině. V roce 1859, ve svých dvanácti letech se přestěhoval do Jeruzaléma studovat v místní škole. Fotografii se naučil ve školních dílnách, které založil v roce 1860 Isaiah Garabedian (který byl o několik let později zvolen jeruzalémským patriarchou). Isaiah Garabedian od začátku pracoval jako fotograf v arménském patriarchátu a založil vlastní fotografické studio. Poté, co byl zvolen patriarchou, však ve fotografické práci pokračovali hlavně jeho mladší studenti a jedním z nich byl také Karapet Grigorjan. Garabedian provozoval studio až do roku 1882 a definitivně uzavřeno bylo v roce 1885.
Grigorjan se oženil s jednou ze sester sirotčince Talita Kumi a stal se členem protestantské církve, a proto ho místní arménská komunita již nepřijala.
V roce 1885 založil Karapet Grigorjan v Jeruzalémě první fotografické studio. To se nacházelo v ulici Jaffa, v historické části města. Studio pracovalo s kolegy (Daoud Sabonji, Mitri ) a později se svým synem Hovhannesem Grigorjanem (1885–1950). Jeho fotografiím dominovaly portréty, zejména ve východním stylu. Zákazníci byli obyvatelé Jeruzaléma: Židé, Arabové i Evropané, turisté, kteří byli uchváceni východním stylem fotografie.
V říjnu 1898 jeho fotograficky dokumentoval návštěvu německého císaře Viléma II. v Jeruzalémě. Proto se pak v budoucnu pyšnil titulem „pruský fotograf královské rodiny.“
Grigorjan byl učitelem celé řady významných fotografů, včetně Khalila Raada. Raad si pak v 90. letech otevřel konkurenční studio, dle fotografií z té doby se nacházelo na stejné ulici hned naproti ateliéru Grigorjana, a vztah mezi těmito dvěma rodinami byl napjatý. Problémy skončily, když se Grigorjanův syn Hovhannes oženil s Raadovou neteří Najlou, která byla později nazývána „nevěstou míru“.
Dalším z Grigorjanových studentů byl fotograf Ja'akov Ben-Dov, známý jako „průkopník izraelské kinematografie“.
Karapet Grigorjan zemřel údajně v roce 1918 a byl pohřben na hoře Sion v Jeruzalémě na hřbitově protestantské církve. Jiný údaj o datu jeho smrti je uveden na jeho hrobě, 11. prosince 1920. Po jeho smrti pokračoval ve fotografii jeho syn John až do roku 1948.

## Galerie

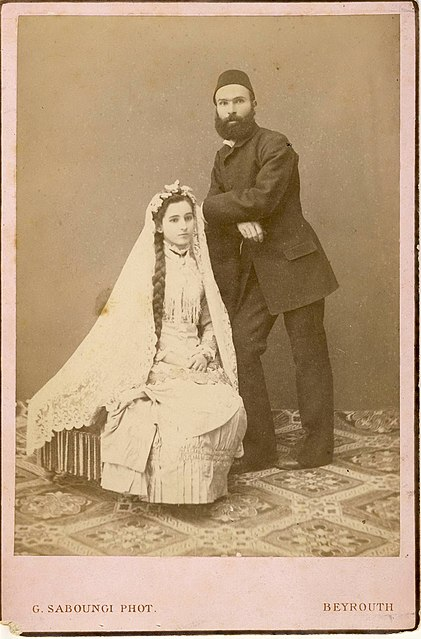
Karapet Grigorjan se svou ženou, svatební fotografie v ateliéru, foto: G. Saboungi, Bejrút
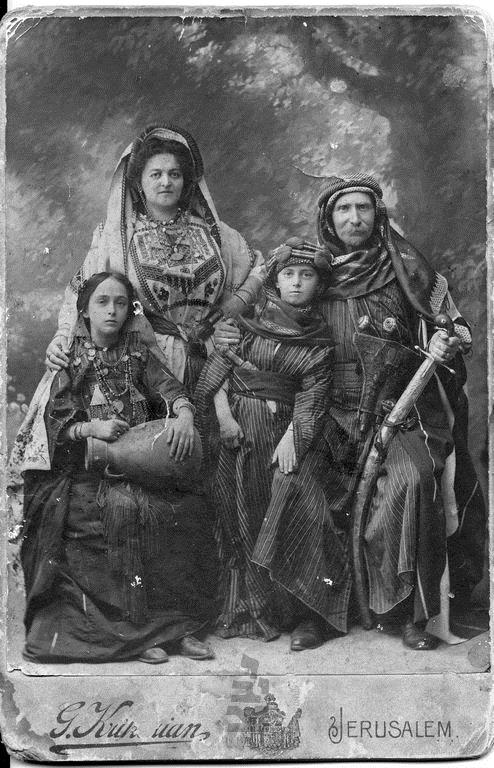
Židovská rodina oblečená v tradičních arabských krojích z transjordánské čtvrti Es Salt, světlovlasý muž se zastřiženým vousem a knírem, na sobě keffiyeh, šavle za opaskem, žena, dívka a chlapec mají na sobě vyšívané šaty a náhrdelníky, dívka drží džbán, studiový portrét
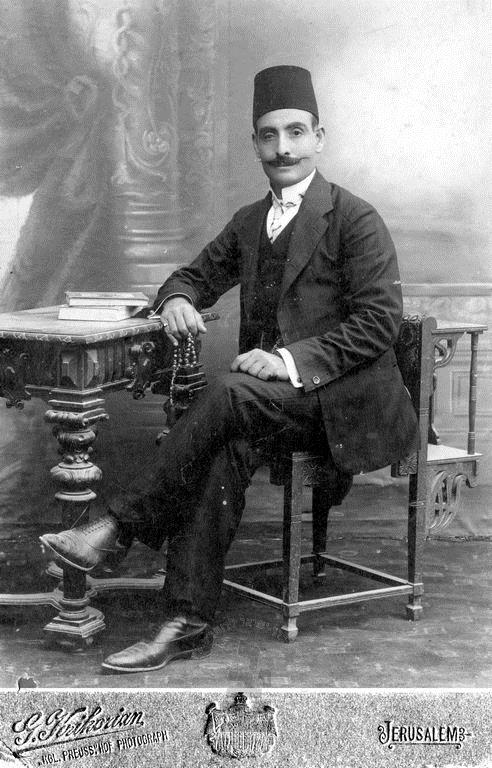
Salim Al Zafi Bey Al Hativ
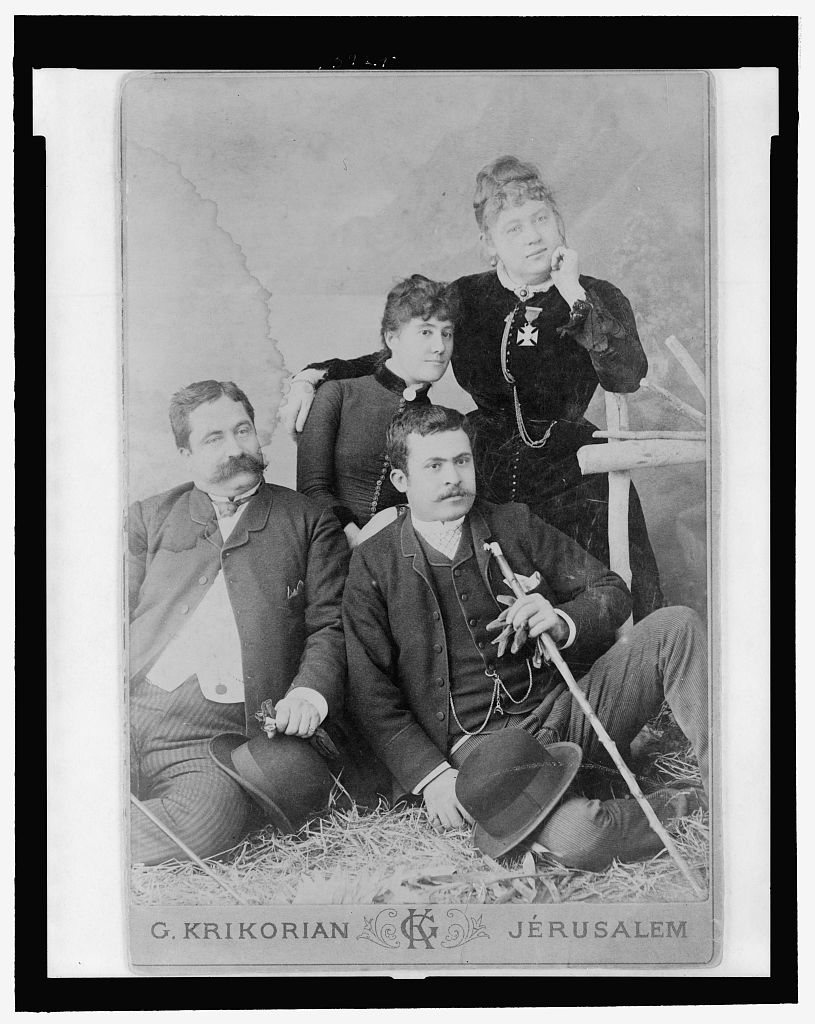
Ateliérový portrét Lydie Mamreoff von Finkelstein Mountford (zcela vpravo) pózující s další ženou a dvěma muži
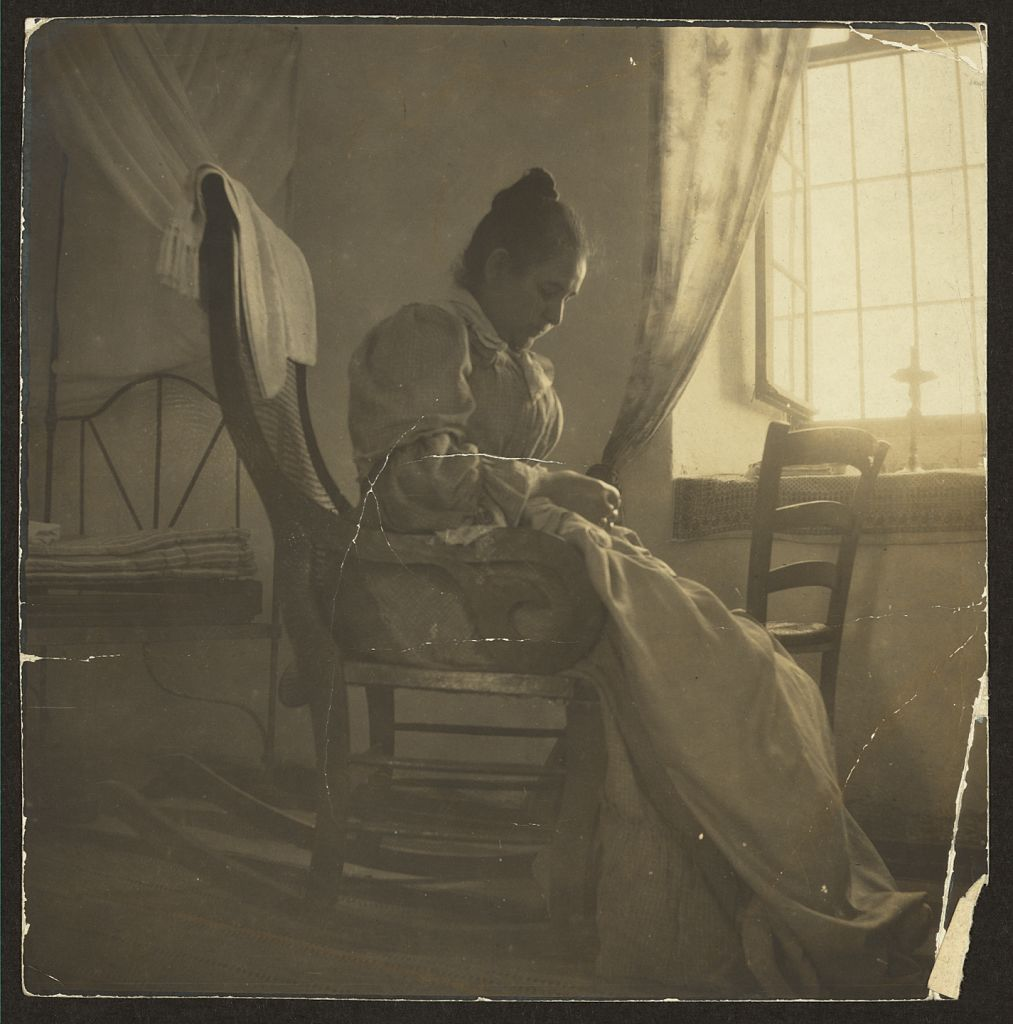
Paní Grigorjanová, čtvrť Ha-Mošava ha-Amerika'it (American Colony)
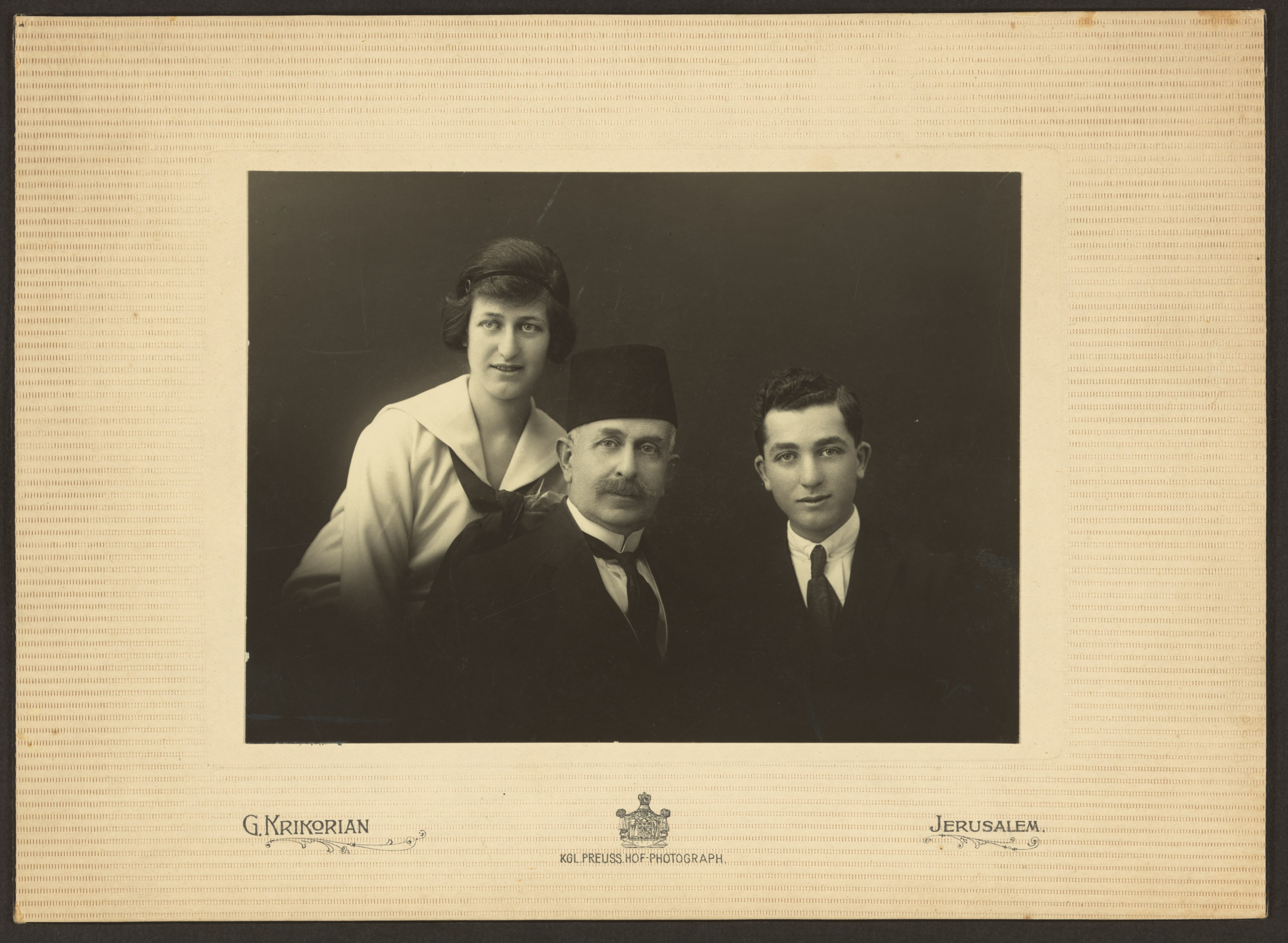
M. Souaya, jeho dcera a syn
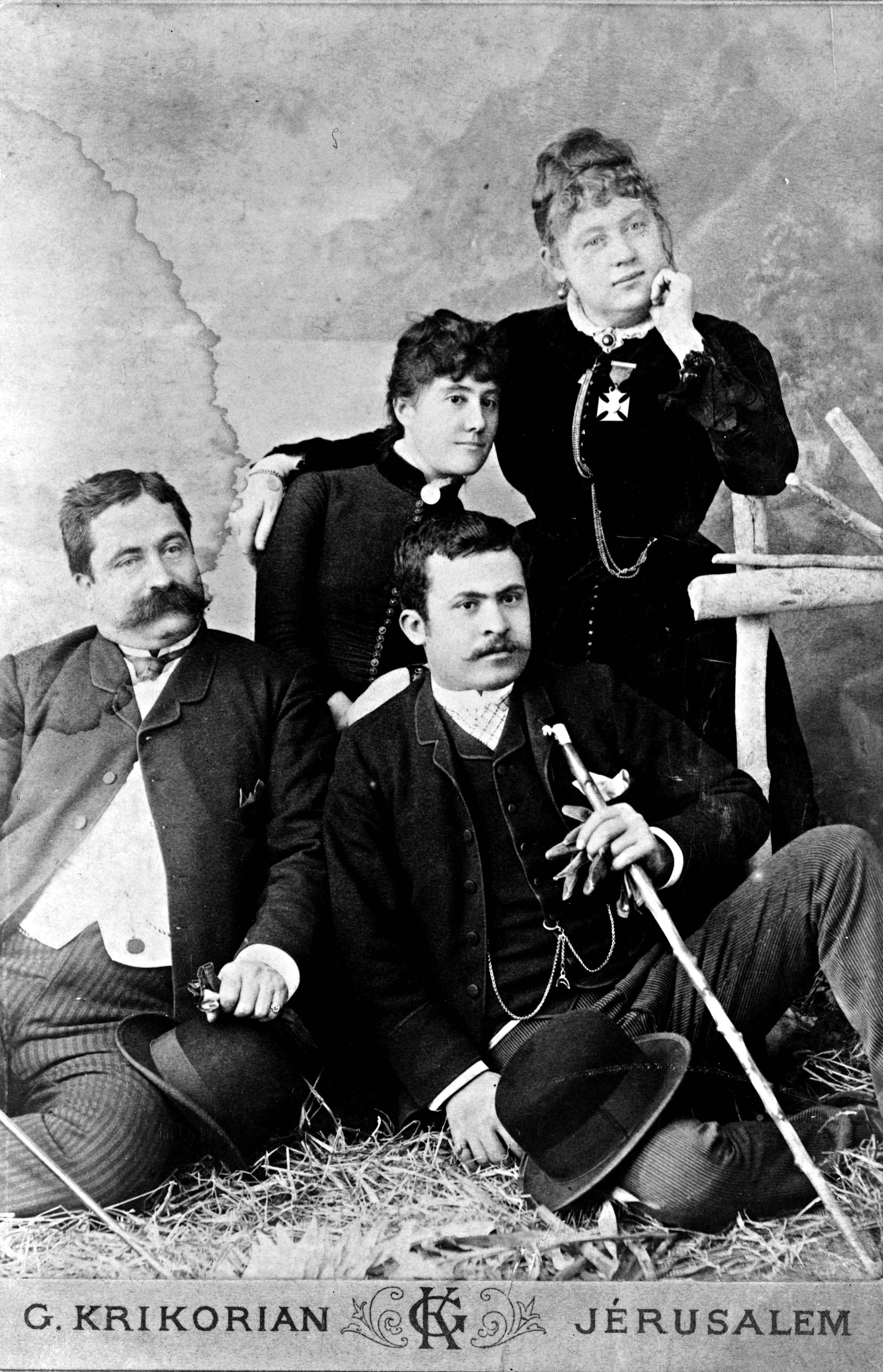
Lydia Mamreoff von Finkelstein Mountford
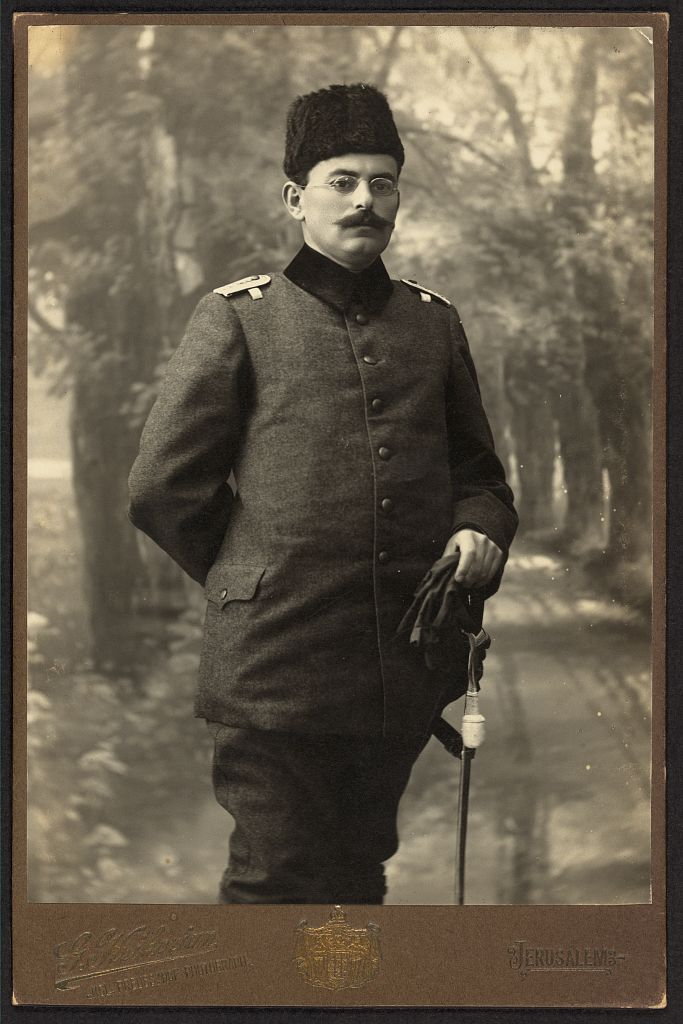
Doctor a spisovatel Tawfīq Kanʻān v uniformě
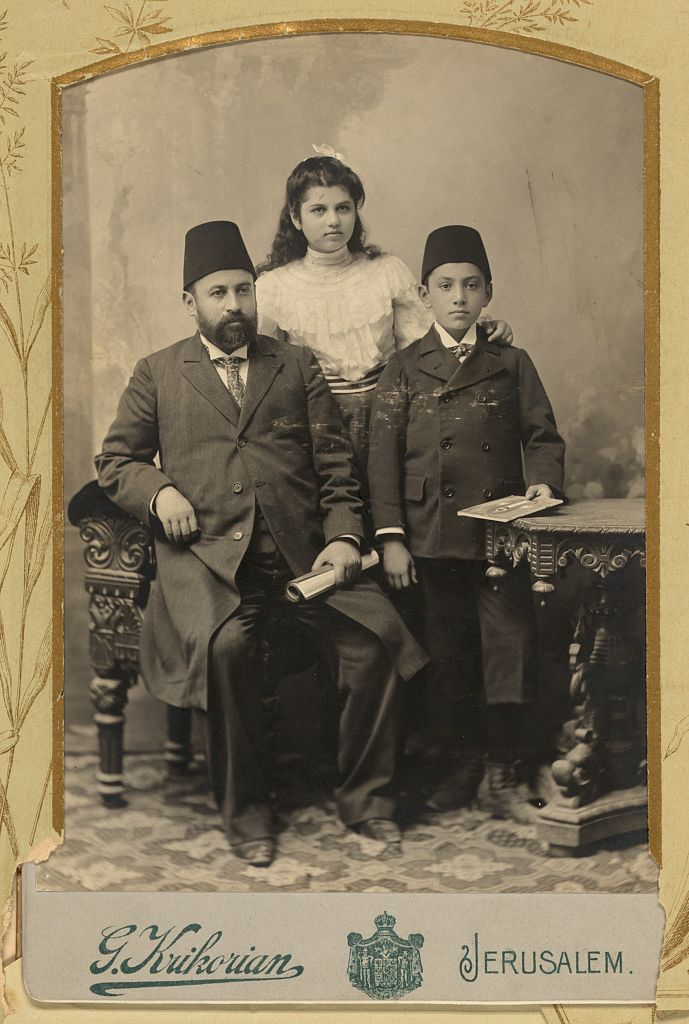
Fedi Effendi el-Alami, Na'amite (dcera), Mousa Bey (syn) , asi 1910